# ゴルジリボン
ゴルジリボン (英: Golgi ribbon) とは、ゴルジ体によって構成される高次構造である。
脊椎動物において、ゴルジ体は細胞核および中心体の周辺に集合し高次構造を形成するものの、無脊椎動物においてはその限りではない。このことからゴルジ体がリボン構造を形成することは何らかの脊椎動物固有の理由があってのことであろうと考えられている。

## 概要
ゴルジ体は粗面小胞体によって合成されたタンパク質の翻訳後修飾を行い、適切な場所へ輸送する働きをする細胞内小器官である。この機能は真核生物において普く共通した特徴である一方、ゴルジ体の形態的構成はは細胞の種類や生物種によって異なっている。多くの真核生物において、ゴルジ体は円盤状で平たい内腔を持ち、それらが平行に積み重なるような構造を取っている。その一方で、真菌や原虫、植物、無脊椎動物においてはゴルジ体が細胞質内に広く分布しつつ、粗面小胞体付近において密度が高くなるような配置をしている。このゴルジ体の高次構造が維持されることは、アポトーシスやオートファジーなどの細胞の振る舞いに大いに関係していると考えられている。